# Cvetan Dimov
Cvetan Dimov, makedonski prvoborec, partizan in narodni heroj, * 5. marec 1909, † 7. julij 1942, Skopje.

## Življenjepis
Dimov, po poklicu krojač, se je pred vojno ukvarjal s sindikalnim delom. Leta 1933 je bil sprejet v KPJ. 
Postal je član Mestnega komiteja KPJ za Skopje in Pokrajinskega komiteja KPJ za Makedonijo; ob izbruhu druge svetovne vojne je nadaljeval z ilegalnim delovanjem. Bolgarska policija ga je leta 1942 ujela na poti na sestanek; kljub temu da so ga mučili, jim ni izdal ničesar, zato so ga 7. julija 1942 vrgli iz drugega nadstropja na pločnik dvorišča policijske uprave. 
29. julija 1945 ga je Predsedstvo Ljudske skupščine Federativne ljudske republike Jugoslavije razglasilo za narodnega heroja.